# 鳥取環状道路
鳥取環状道路（とっとりかんじょうどうろ）は、鳥取県鳥取市国府町から鳥取市秋里に至る地域高規格道路である。

## 概要
鳥取自動車道、山陰自動車道、山陰近畿自動車道が結節する交通の要所に位置し、これらを補完し地域活性化に寄与する道路である。
鳥取市の内環状道路として中心市街地への交通集中を緩和するとともに、鳥取市北部に位置する主要幹線道路である国道9号と、市街南部・南東部の国道53号や県道323号若葉台東町線、滝山桜谷線（県道247号卯垣正蓮寺線）を結び、都市機能を強化する。
天神町から秋里までの延長3.8 kmについては優先的に整備が進められ、平成21年3月21日に都市計画道路 宮下十六本松線として全線開通した。整備前の千代川右岸の旧道は、2車線(片側1車線)・平面交差であり慢性的な渋滞箇所だったが、4車線(片側2車線)・立体交差で整備されることで、市中心部の交通環境は大きく改善した。
残る国府町から天神町の区間については未計画・未整備であり、現時点では一般道路の県道31号鳥取国府岩美線、県道26号秋里吉方線による平面交差である。

### 都市計画道路3・4・8号宮下十六本松線
- 起点：鳥取市天神町（国道53号（国道373号重複区間））
- 終点：鳥取市秋里（国道9号（国道29号・国道53号別線・国道373号別線重複区間）鳥取バイパス・鳥取市道2010142号江津浜坂線）
- 全体延長：3,760 m
- 道路規格
  - 本線：4種1級
  - 副道：4種3級
- 設計速度
  - 本線：60 km/h
  - 副道：40 km/h
  - ランプ：40 km/h
- 幅員
  - 本線：17 m（車道3.5 m × 4車線 + 路肩0.5 m × 2 + 分離帯2 m）
  - 副道：11.5m（車道3.0 m × 2車線 + 路肩0.5 m × 2 + 自歩道4.5 m）
- 立体交差：5箇所（千代大橋東詰、千代橋東詰、西品治、八千代橋東詰、JR山陰本線）

## 歴史
- 1988年（昭和63年）度 - 1996年（平成8年）度：天神町（産業体育館前）約200 m併用、秋里国道9号 - 秋里神社）約600 m併用。
- 1994年（平成6年）度：地域高規格道路の計画路線に指定される。
- 1996年（平成8年）度：宮下十六本松線が整備区間に指定される。
- 2000年（平成12年）度：宮下十六本松線、本工事着手。
- 2002年（平成14年）度：西品治立体交差、千代橋東詰立体交差完成。
- 2003年（平成15年）度：3・4・4号末広古海線（千代橋東詰：吉岡街道）完成。
- 2004年（平成16年）度：千代大橋東詰、八千代橋東詰立体橋梁工事着手。
- 2006年（平成18年）3月1日：千代橋 - 西品治区間（1.2 km）暫定供用開始。
- 2008年（平成20年）3月21日：国道53号天神町交差点 - 千代橋立体交差区間（0.8 km）暫定供用開始。
- 2009年（平成21年）3月21日：西品治 - 国道9号秋里区間（1.8 km）供用開始。宮下十六本松線が全線開通。

## 路線状況

### 重複区間
- 鳥取県道26号秋里吉方線

### 未整備区間
- 鳥取県道31号鳥取国府岩美線、鳥取県道26号秋里吉方線

## 地理

### 通過する自治体
- 鳥取県鳥取市

### 接続道路
宮下十六本松線 ※立体交差
- 国道9号鳥取バイパス（国道29号・国道53号別線・国道373号別線重複区間）・鳥取市道2010142号江津浜坂線 - 鳥取大橋東詰交差点
  - 鳥取バイパス京都方面からは左折禁止のため直接進入不可。手前の秋里立体交差点から側道経由で入ることになる。
- 鳥取県道318号伏野覚寺線 - 八千代橋東詰交差点
- 鳥取市道2010102号西品治田園線 - 西品治交差点
- 鳥取県道41号鳥取港線 - 千代橋東詰交差点（秋里方面のみ接続）
- 国体道路（鳥取県道21号鳥取鹿野倉吉線（鳥取県道42号鳥取河原線重複区間）） - 千代大橋東詰交差点（天神町方面のみ接続）
  - 天神町方面からは右折禁止のため、国体道路今町2丁目交差点・鳥取駅方面へは直接進入不可。
- 鳥取市道2011594号行徳天神町線 - 産業体育館前交差点
- 国道53号（国道373号重複区間） - 天神町交差点

### 沿線にある施設など
- JR鳥取駅
- 鳥取市役所
- 鳥取県立鳥取産業体育館
- 鳥取県立中央病院